# سیارک ۱۷۰۸۱
سیارک ۱۷۰۸۱ (به انگلیسی: 17081 Jaytee، نامگذاری:1999JT1) هفده هزار و هشتاد و یکمین سیارک کشف شده‌است که در ۸ مه ۱۹۹۹ کشف شد.
قدر مطلق سیارک برابر ۲۲.۴ است.